# Anders Peter Segersteen
Anders Peter Segersteen, född 30 juli 1778 i Målilla församling, Kalmar län, död 19 juni 1849 i Kättilstads församling, Östergötlands län, var en svensk präst.

## Biografi
Anders Peter Segersteen föddes 1778 i Målilla församling. Han var son till kyrkoherden i Asby församling. Segersteen var 1794–1797 underofficer vid Kalmar regemente och blev 1796 student vid Uppsala universitet. Han blev 1798 student vid Lunds universitetet och 1799 vid Greifswalds universitet. Segersteen avlade 1799 magistergraden och prästvigdes 28 mars 1808. Han blev 9 februari 1809 regementspastor vid Livgrenadjärregementet och 4 maj 1813 fältprost. Segersteen blev 20 oktober 1820 kyrkoherde i Höreda församling, tillträdde 1822 och 23 november 1825 kyrkoherde i Kättilstads församling, tillträdde 1827. Höll vid Linköpings stifts bibelsällskaps högtidsdag 1833 en oration. Segersteen avled 1849 i Kättilstads församling.

### Familj
Segersteen gifte sig i mars 1811 med Anna Sofia Norbeck (1790–1871), dotter till kyrkoherden L. H. Norbeck i Gamleby församling. De fick tillsammans barnen majoren och godsägaren Johan Henrik Segersteen (1812–1884), notarien Sixten Alrik Segersteen (1816–1869) i Statskontoret, bibliotekarien Erik Segerstéen (1819–1901) vid Linköpings stiftsbibliotek, Brita Sofia Segersteen (född 1821) som ar gift med läroverkskollegan Johan Gustaf Scherblom i Vadstena, landskamreren John Alfred Segersteen (1824–1903) i Malmö, lantmätaren Carl Axel Hilarius Segersteen (1826–1874) och majoren och godsägaren Emil Viktor Segersteen (1828–1912).